# Mitchell Hope
Mitchell James Hope (Melbourne, 1994. június 27. –) ausztrál színész.
Leghíresebb szerepe Ben az Utódok című Disney-filmből és annak folytatásaiból.

## Pályafutása
Mitchell Hope 2009-ben kezdte színészi pályafutását, először rövidfilmekben játszott. Az Alice Csodaországban című darab egyik kis szerepe után játszott az Oklahoma! és az Óz, a nagy varázsló című darabokban is. 2011-ben beiratkozott színikurzusra Jeremy Kewley-hoz, valamint a Centrestage Performing Arts Schoolba, hogy hivatásos színész lehessen. Tanulmányai elvégzését követően a Jekyll & Hyde című darabban lépett fel.
2012-ben két rövidfilmben is sikerült szerepet kapnia, a Yes Mum címűben Jonno, a Down the Way címűben pedig Ryan szerepét játszotta.
2013 végén többkörös meghallgatás után kapta meg a Disney-csatorna egyik kiemelt tévéfilmjének, a Descendantsnak a férfi főszerepét. Bent alakítja a moziban, többek között Dove Cameron oldalán látható a 2015. július 31-én bemutatásra került filmben.
2014-ben egy ausztrál minisorozatban, a Never Tear Us Apart: The Untold Story of INXS-ben alakította a fiatal Timet.

## Filmográfia

### Film
| Év   | Magyar cím   | Eredeti cím           | Szerep   | Megjegyzések                |
| ---- | ------------ | --------------------- | -------- | --------------------------- |
| 2006 |              | Earth's Last Remnants | Amir     | rövidfilm                   |
| 2012 |              | Yes Mum               | Jonno    | rövidfilm                   |
| 2012 | Down the Way | Ryan                  |          | rövidfilm                   |
| 2019 | Behavazva    | Let It Snow           | Tobin    | magyar hangja Jéger Zsombor |
| 2021 |              | Love You Like That    | Harrison |                             |
| 2022 | Ne küldj el! | Don't Make Me Go      | Rusty    |                             |

### Televízió
| Év        | Magyar cím               | Eredeti cím                    | Szerep              | Megjegyzések                                  |
| --------- | ------------------------ | ------------------------------ | ------------------- | --------------------------------------------- |
| 2015      | Utódok                   | Descendants                    | Ben herceg          | - tévéfilm - magyar hangja: - Czető Roland    |
| 2015      |                          | Descendants: School of Secrets | Ben herceg (hangja) | televíziós sorozat                            |
| 2015–2017 | Utódok: Komisz világ     | Descendants: Wicked World      | Ben herceg (hangja) | - 15 epizód - magyar hangja: - Czető Roland   |
| 2017      | Utódok 2.                | Descendants 2                  | Ben herceg          | - tévéfilm - magyar hangja: - Czető Roland    |
| 2019      | Utódok 3.                | Descendants 3                  | Ben herceg          | - tévéfilm - magyar hangja: - Czető Roland    |
| 2021      | Utódok: A királyi esküvő | Descendants: The Royal Wedding | Ben herceg (hangja) | - különkiadás - magyar hangja: - Czető Roland |

## Diszkográfia
| Év   | Magyar cím | Eredeti cím   | Dal címe                                               |
| ---- | ---------- | ------------- | ------------------------------------------------------ |
| 2015 | Utódok     | Descendants   | "Did I Mention, Be Our Guest, Set it Off"              |
| 2017 | Utódok 2.  | Descendants 2 | "Chillin’ Like a Villain, It’s Goin’ Down, You and Me" |

## Fordítás
- Ez a szócikk részben vagy egészben  a   Mitchell Hope című francia Wikipédia-szócikk ezen változatának fordításán alapul.  Az eredeti cikk szerkesztőit annak laptörténete sorolja fel. Ez a jelzés csupán a megfogalmazás eredetét és a szerzői jogokat jelzi, nem szolgál a cikkben szereplő információk forrásmegjelöléseként.